# Quasiarchaediscus
Quasiarchaediscus es un género de foraminífero bentónico considerado un sinónimo posterior de Eosigmoilina de la subfamilia Archaediscinae, de la familia Archaediscidae, de la superfamilia Archaediscoidea, del suborden Fusulinina y del orden Fusulinida. Su especie tipo era Quasiarchaediscus pamirensis. Su rango cronoestratigráfico abarcaba el Carbonífero.

## Discusión
Algunas clasificaciones más recientes hubiesen incluido Quasiarchaediscus en el Suborden Archaediscina, del Orden Archaediscida, de la Subclase Afusulinana y de la Clase Fusulinata.

## Clasificación
Quasiarchaediscus incluía a las siguientes especies:
- Quasiarchaediscus clausiluminis †
- Quasiarchaediscus pamirensis †
- Quasiarchaediscus rugosus †